# 駒込 (豊島区)
駒込（こまごめ）は、東京都豊島区の町名。現行行政地名は駒込一丁目から駒込七丁目。

## 地理
豊島区東端・本郷台地に位置する。北で北区西ケ原、東で北区中里・田端、南で文京区本駒込、西で巣鴨と接する。
暗渠であるが、染井霊園から台東区上野の不忍池へ向かって谷田川（藍染川）が流れている。「霜降橋」などの地名は、かつて橋が架けられていた名残である。

### 地価
住宅地の地価は、2025年（令和7年）1月1日の公示地価によれば、駒込1-14-2の地点で120万円/m2、駒込4-10-16の地点で109万円/m2、駒込7-14-15の地点で65万8000円/m2となっている。

## 歴史
かつての豊島郡駒込村は現在の文京区の本駒込・千駄木・向丘・西片などを含む広い地域であった。のち、上駒込村・下駒込村に分かれ、前者は豊島区駒込となった。

### 地名の由来

#### 遺跡
豊島区駒込一丁目と文京区本駒込五丁目との境で発見された駒込一丁目遺跡付近からは、弥生後期の遺跡が発見されている。これまで20棟を超える竪穴建物跡が発掘されている。現在の市街地が形成された江戸時代・明治時代から遡ってみると、市街地形成以前にも駒込の名は多く記録に残されている。また駒込は日本武尊が命名者との説がある。付近の西ケ原でも旧石器時代の出土品や縄文時代の集落跡が見つかっている。

#### 植木・ソメイヨシノ・ツツジ
駒込染井村には伊勢津藩藤堂家が下屋敷・抱屋敷（約8万坪：26万m2）を構えていた。染井村には植木職人が多く住み、村全体が花園だった。ソメイヨシノもこの地の植木職人が作り出したとされている。現在は六義園染井門や染井霊園に当時の地名を見ることができる。また、この辺りでは霧島ツツジの栽培も盛んだった。JR駒込駅の土手に春になるとツツジが多いのはその名残。また木戸孝允別邸跡があり、明治天皇行幸の石碑が建てられている。この近隣には木戸坂という坂がある。

## 世帯数と人口
2023年（令和5年）1月1日現在（東京都発表）の世帯数と人口は以下の通りである。
| 丁目       | 世帯数     | 人口     |
| ---------- | ---------- | -------- |
| 駒込一丁目 | 2,837世帯  | 4,313人  |
| 駒込二丁目 | 1,188世帯  | 1,770人  |
| 駒込三丁目 | 1,566世帯  | 2,628人  |
| 駒込四丁目 | 1,726世帯  | 3,546人  |
| 駒込五丁目 | 192世帯    | 590人    |
| 駒込六丁目 | 1,901世帯  | 3,525人  |
| 駒込七丁目 | 781世帯    | 1,375人  |
| 計         | 10,191世帯 | 17,747人 |

### 人口の変遷
国勢調査による人口の推移。
| 年                 | 人口   |
| ------------------ | ------ |
| 1995年（平成7年）  | 14,903 |
| 2000年（平成12年） | 14,876 |
| 2005年（平成17年） | 14,403 |
| 2010年（平成22年） | 17,517 |
| 2015年（平成27年） | 17,963 |
| 2020年（令和2年）  | 18,359 |

### 世帯数の変遷
国勢調査による世帯数の推移。
| 年                 | 世帯数 |
| ------------------ | ------ |
| 1995年（平成7年）  | 6,976  |
| 2000年（平成12年） | 7,320  |
| 2005年（平成17年） | 7,509  |
| 2010年（平成22年） | 9,542  |
| 2015年（平成27年） | 9,994  |
| 2020年（令和2年）  | 10,115 |

## 学区
区立小・中学校に通う場合、学区は以下の通りとなる（2017年12月現在）。なお、豊島区の小・中学校では学校選択制度を導入しており、以下の指定校に隣接している通学区域の学校も選択することが可能。
| 丁目       | 番地    | 小学校             | 中学校             |
| ---------- | ------- | ------------------ | ------------------ |
| 駒込一丁目 | 全域    | 豊島区立駒込小学校 | 豊島区立駒込中学校 |
| 駒込二丁目 | 全域    | 豊島区立駒込小学校 | 豊島区立駒込中学校 |
| 駒込三丁目 | 全域    | 豊島区立駒込小学校 | 豊島区立駒込中学校 |
| 駒込四丁目 | 1〜8番  | 豊島区立駒込小学校 | 豊島区立駒込中学校 |
| 駒込四丁目 | 9〜15番 | 豊島区立仰高小学校 | 豊島区立駒込中学校 |
| 駒込五丁目 | 全域    | 豊島区立仰高小学校 | 豊島区立駒込中学校 |
| 駒込六丁目 | 全域    | 豊島区立駒込小学校 | 豊島区立駒込中学校 |
| 駒込七丁目 | 全域    | 豊島区立駒込小学校 | 豊島区立駒込中学校 |

## 交通

### 鉄道
- 駒込駅（JR山手線、東京メトロ南北線）

### 道路
- 東京都道455号本郷赤羽線（本郷通り）

## 事業所
2021年（令和3年）現在の経済センサス調査による事業所数と従業員数は以下の通りである。
| 丁目       | 事業所数  | 従業員数 |
| ---------- | --------- | -------- |
| 駒込一丁目 | 298事業所 | 2,569人  |
| 駒込二丁目 | 103事業所 | 867人    |
| 駒込三丁目 | 144事業所 | 1,260人  |
| 駒込四丁目 | 48事業所  | 393人    |
| 駒込五丁目 | 10事業所  | 126人    |
| 駒込六丁目 | 105事業所 | 584人    |
| 駒込七丁目 | 39事業所  | 169人    |
| 計         | 747事業所 | 5,968人  |

### 事業者数の変遷
経済センサスによる事業所数の推移。
| 年                 | 事業者数 |
| ------------------ | -------- |
| 2016年（平成28年） | 744      |
| 2021年（令和3年）  | 747      |

### 従業員数の変遷
経済センサスによる従業員数の推移。
| 年                 | 従業員数 |
| ------------------ | -------- |
| 2016年（平成28年） | 6,121    |
| 2021年（令和3年）  | 5,968    |

## 施設
- 豊島区立駒込図書館
- 女子栄養大学短期大学部

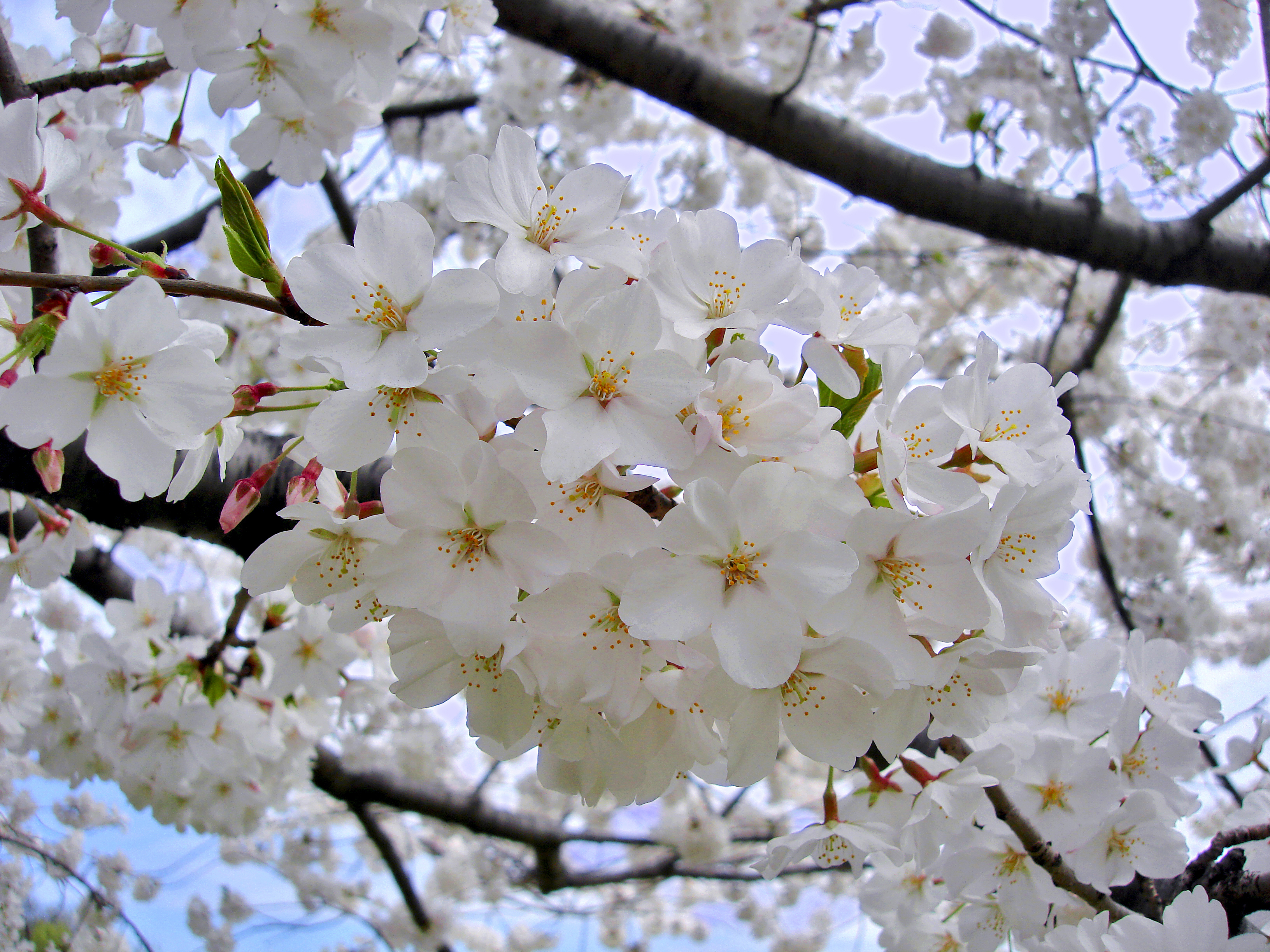
現在の駒込にあたる染井村が発祥の地として知られるソメイヨシノ

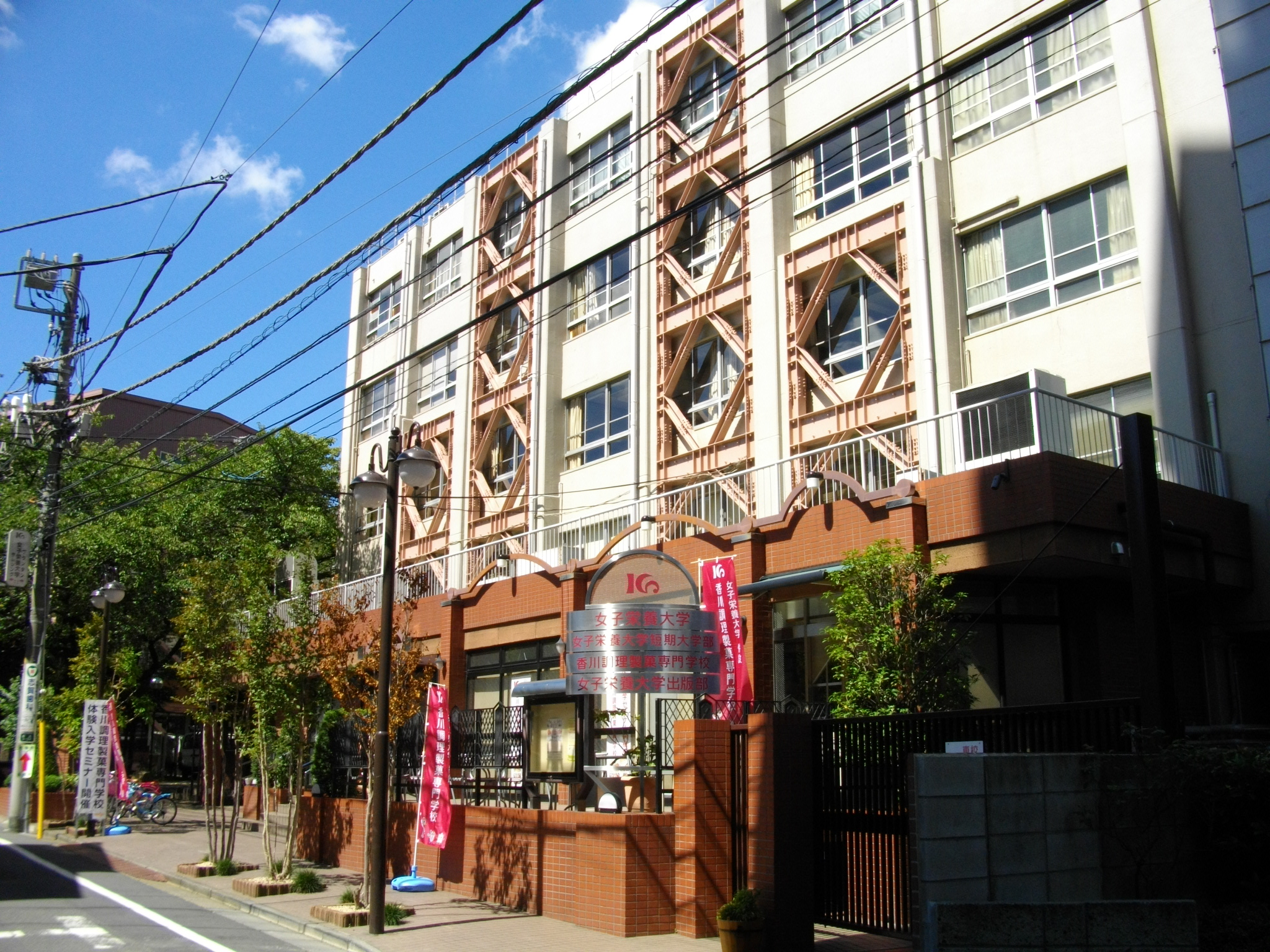
女子栄養大学短期大学部

  - 女子栄養大学駒込キャンパス – 主に夜間部が使用している。
  - 香川調理製菓専門学校
- 本郷中学校・高等学校
- 豊島区立駒込中学校
- 豊島区立駒込小学校
- 豊島区立仰高小学校
- 染井吉野桜記念公園 - ソメイヨシノの原種といわれるエドヒガンザクラとオオシマザクラが植えられている。記念碑「染井吉野桜発祥之里」が建てられている。
- 染井霊園
- 東京スイミングセンター - オリンピック水泳代表選手・北島康介などが所属していたことで知られる体育施設。
  - 染井温泉Sakura - 2005年、東京スイミングセンターの敷地内を掘削し、湧出した。ナトリウム - 塩化物強塩泉。
- 芥川製菓本社
- 劇団東俳本社 - 芸能事務所・俳優(子役)養成所
- 妙義神社[15]
- 染井稲荷神社 - 旧上駒込字染井の鎮守。江戸時代には西福寺が別当であった。本殿には俵藤太むかで退治の絵馬がある。
- 西福寺 - 真言宗豊山派の仏教寺院。染井の植木屋の菩提寺。徳川吉宗に気に入られ、江戸城内の庭師も務めた植木屋、伊藤家の4代目、伊兵衛政武の墓所が置かれる。境内には園芸書『地錦抄』が保管されている。
- 勝林寺 – 臨済宗妙心寺派の寺院。山号は萬年山。田沼意次・意知の墓所がある。
- 法成寺 – 顕本法華宗の寺院。山号は実妙山。
- 泰宗寺 - 曹洞宗の寺院。山号は法輪山。
- 蓮華寺 - 顕本法華宗の寺院。山号は法林山。
- 迎接寺 - 浄土宗の寺院。山号は正業山。院号は専修院。元和3年（1617年）浅草新寺町に創建、1908年（明治41年）に現在の地に移転。
- 福寿院 - 曹洞宗の寺院。山号は従容山。
- 中央聖書教会 - 日本アッセンブリーズ・オブ・ゴッド教団
  - 中央聖書神学校
- カトリック本郷教会 - カトリック教会
- ロシア正教会駐日ポドヴォリエ - 日本における、ロシア正教会のポドヴォリエ。日本正教会と交流はあるが、別の組織系統。

## 出身・ゆかりのある人物
- 川原五郎（横浜高等工業学校教授、日本鋼管顧問）

## その他

### 日本郵便
- 郵便番号 : 170-0003[3]（集配局 : 豊島郵便局[16]）。